# Wiktor Gilewicz
Wiktor Gilewicz, ps. „Wolf” (ur. 13 stycznia 1907 w Głuchowie, zm. 10 listopada 1948 w obozie Kożwa) – kapitan Wojska Polskiego, szef Oddziału V Łączności Komendy Siedleckiego Obwodu ZWZ-AK „Sowa” – „Jesion” w latach 1941–1944.

## Życiorys
Urodził się 13 stycznia 1907 w Głuchowie, w rodzinie Piotra, sędziego sądu w Białymstoku, i Adeli z Ostrowskich. Piotr Gilewicz został aresztowany przez NKWD na początku wojny, zaraz po wkroczeniu wojsk radzieckich do Polski, zmarł w drodze na Syberię w 1939. Dziadek Wiktora – Celestyn Gilewicz pieczętował się herbem Grzymała, został pochowany na cmentarzu w Żytomierzu.
Wiktor ukończył Szkołę Podchorążych Piechoty w Komorowie i uzyskał stopień oficera w sierpniu 1930. Po ukończeniu szkoły służył w 22 pułku piechoty w Siedlcach w stopniu kapitana. Walczył w czasie kampanii wrześniowej w 22 pułku piechoty w ramach Armii „Pomorze”. Został ranny w nogę w Puszczy Kampinoskiej i wzięty do niewoli. Po aresztowaniu przebywał w szpitalu Polskiego Czerwonego Krzyża na ul. Smolnej 6, skąd na przełomie listopada i grudnia, na wniosek żony, został zwolniony do domu w Siedlcach, by mógł zobaczyć swojego nowo narodzonego syna Marka. Po powrocie do Warszawy okazało się, że więźniowie ze szpitala zostali ewakuowani do obozu dla oficerów tzw. oflagu w Rzeszy. Wrócił wówczas do Siedlec, gdzie prowadził działalność konspiracyjną jako oficer łączności. W latach 1941–1944 był szefem Oddziału V Łączności Komendy Siedleckiego Obwodu ZWZ-AK „Sowa” – „Jesion”. Jedna z radiostacji, za którą odpowiadał, była zlokalizowana we wsi Łepki (gm. Świniarów). Radiostacja ta była wykorzystywana przez cały okres okupacji mimo wielokrotnych prób jej zlokalizowania przy użyciu niemieckiego samolotu Storch. Obsługiwał ją por. łącz. Jan Szklarczyk „Kod”.
Na przełomie 1942/43 na wniosek Komendy Obszaru zlecił utworzenie plutonu telegraficznego, podporządkowanego wkrótce kompanii „Orbis” i Komendzie Głównej AK. Terenem operowania plutonu były obwody siedlecki, sokołowski i węgrowski. Pluton dysponował 5-7 stacjami nadawczo-odbiorczymi, w tym dwoma w samych Siedlcach. Utrzymywał łączność z centralą w Stanmore w Anglii, a od 1943 w Bari we Włoszech, skąd otrzymywano wiadomości o zrzutach lotniczych. W 1944 radiotelegrafista F. Dudewicz za pośrednictwem Londynu nawiązał łączność radiową ze sztabem gen. Władysława Andersa we Włoszech.
Był jednym z wykładowców Zastępczego Kursu Szkoły Podchorążych Rezerwy Piechoty w Kotuniu, który trwał od października 1942 do lipca 1943 – prowadził zajęcia z zakresu łączności. Otwarcia kursu dokonał Komendant Obwodu siedleckiego mjr Marian Zwarczyński „Ziemowit”, który mianował komendantem Kursu ppor. Stanisława Radomyskiego.
Od połowy 1943 prowadził zajęcia z zakresu łączności w tajnej szkole podchorążych w ośrodku Mordy, w ramach VI Ośrodka AK. Organizatorem i wykładowcą kursu był komendant VI Ośrodka AK ppor. Wiktor Stański „Iskra”. Pozostałymi wykładowcami byli m.in. ppor. Jan Gilewicz „Wulkan” i por. Ludwik Skorupka „Gruszka”.
W Siedlcach w drugiej połowie maja 1944 jako dowódca łączności obwodu Jesion odpowiadał za lokalizację i ubezpieczenie radiostacji nadawczej pracującej 3 dni niedaleko Siedlec, we wsiach Niwka i Skórzec, radiotelegrafistą był kpr. zaw. Fr. Dudewicz „Bąk”. Meldunki dotyczyły akcji odzyskania części pocisku rakietowego V2, który spadł koło Bugu 20 maja 1944 w okolicach Klimczyc i Mężenina i nie wybuchł.
Na początku listopada 1944 r. został aresztowany przez NKWD w domu rodzinnym na ul. Wojska Polskiego w Siedlcach. W więzieniu w Siedlcach przebywał do 3 stycznia 1945, następnie został przewieziony do willi w Otwocku, a potem 20 stycznia 1945 do więzienia w Kutnie. Sądzony przez NKWD w Kutnie – skazany 23 stycznia 1945 na 10 lat obozu pracy w ZSRR. Od 27 stycznia więziony w Gnieźnie, 2 lutego 1945 dużym transportem samochodowym przewieziony do Brześcia. Z Brześcia 3 marca 1945 przewieziony na Syberię pociągiem przez Krasnojarsk i Kańsk. Z informacji uzyskanych od jednego ze współwięźniów, który przeżył zesłanie, wiadomo, że przebywał kilka miesięcy w obozie w miejscowości Rzeszoty, gdzie więźniowie spali po 50 osób w baraku. Podczas dalszego transportu w głąb Syberii zmarło 50 osób. W czasie drogi więźniowie dostawali pół litra zupy i dwa wiadra wody na parę dni. Dotarli do miejscowości Pokonajewka, gdzie zostały im przydzielone piły i młoty oraz zadanie cięcia drzew – normą było 10 m³ drewna dziennie. Pomiędzy wrześniem a październikiem 1945 został przewieziony do innego obozu.
Jedyny list, jaki dotarł do kraju, był datowany 4 marca 1946 z obozu Bolszaja Inta – Kożwinskij Rajon – Komi, p’ja 223/10 Kałonna Op ASRR. Pisał w nim, że był chory na płuca i lekarze się dziwią, że tak szybko wraca do zdrowia. List napisany był do siostry do Rosji i dotarł potem do rodziny w Siedlcach.
Według informacji otrzymanych 10 czerwca 1960 z PCK i potwierdzonych 20 stycznia 1993 przez Stowarzyszenie „Memoriał”, zmarł 10 listopada 1948 w Kożwa (Kozhva) – jednym z obozów pracy w okolicach miasta Peczora.
11 listopada 1991 została odsłonięta tablica pamiątkowa na kościele św. Stanisława w Siedlcach, pamięci pomordowanych dowódców Armii Krajowej obwodu Siedlce – widnieje na niej również nazwisko kpt. Wiktora Gilewicza.